# Sun Binova Umetnost vojne
Sun Binova Umetnost vojne je kitajska razprava o vojaški strategiji iz obdobja vojskujočih se držav (475-221 pr. n. št.), obdobja politične nestabilnosti in stalnih vojn. Za Sun Bina, avtorja  razprave, je veljalo, da je bil potomec slavnega vojaškega stratega Sun Cuja. Sun Bin je v obdobju pisanja Umetnosti vojne služboval kot vojaški svetovalec v državi Či. 
Zgodovinski zapisi iz dinastije Han kažejo, da je izvirno besedilo Sun Binove Umetnosti vojne obsegalo 89 poglavij, ki so jih spremljali štirje zvezki ilustracij. Na žalost je bilo izvirno delo izgubljeno ob koncu dinastije Vzhodni Han. 
Sun Binova Umetnost vojne ima podobno ime kot Sun Cujeva Umetnost vojne, ki je povsem samostojno delo drugega avtorja.

## Odkritje
Aprila 1972 so vhribih Jinče v bližini mesta inque Linji v Šandongu izkopali bambusne zvitke in pergamente z besedili Sun Cuja in Sun Bina. Nekaj pergamentov je bilo zaradi naravnega propadanja poškodovanih in težko berljivih. Po urejanjih in preučevanjih strokovnjakov je založba Cultural Relic Press izdala novo izdajo Sun Binove Umetnosti vojne, razdeljeno na dva zvezka, od katerih vsak vsebuje 15 poglavij s skupno 11.000 besedami. 
Po desetletju besedilnega raziskovanja in študija je založba Cultural Relic Press knjigo na veliko preuredila. Drugega zvezka niso več obravnavali kot Sun Binovo pisanje, prvi zvezek pa je bil preurejen. Dodano mu je bilo poglavje s podrobnostmi o petih vrstah usposabljanja. Trenutna izdaja Sun Binove Umetnosti vojne vsebuje 16 poglavij s skupno 4891 besedami. 

## Vsebina

### 1. poglavje:Ujetje Pang Džuana
Besedilo opisuje štiri zvijače, uporabljene v bitki pri Guilingu: 
- pohod proti jugu v začetni fazi vojne, da bi se izognili odločilni bitki s Pang Juanom
- začetni lažni napad in simuliranje umika in poraza v Pinglingu, kar je okrepilo Pang Džuanovo odločenost, da napade Handan
- neposreden prodor proti Kajfengu, glavnemu mestu države Vej, ki naj bi prisilil Pang Džuana, da se obrne in reši Vej

### 2. poglavje:Srečanje s kraljem Vejem
Sun Bin v razpravi o vojskovanju s kraljem Vejem iz Čija pravi: "Samo zmaga v vojni lahko prinese oblast in blaginjo". Za začetek vojne je treba imeti "zalogo materiala, pravičen razlog za vojno in biti dobro pripravljen pred začetkom napada. Orožarji bodo vojno neizogibno izgubili, tisti, ki pričakujejo, da bodo z vojno obogateli, pa bodo prav tako doživeli poraz in sramoto". 

### 3. poglavje:Kralj Vej prosi za nasvet
Sun Bin svetuje kralju Veju in Tjan Džiju in ju vključuje v izčrpno razpravo o svojih razmišljanjih o strategiji in taktiki. Poglavje se osredotoča na odločne napade na šibko branjene ključne sovražnikove položaje, Taojevo vojaško filozofijo in uporabo prožnih načel za dosego zmage. 

### 4. poglavje:Tjan Dži sprašuje, kako zgraditi obrambo
Sun Bin in Tjan Dži v bitki pri Malingu razpravljata o problemih položajev na bojišču v operacijah na terenu. Poudarjena je kombinacija terena, orožja in vrst vojakov. 

### 5. poglavje:Izbor najboljših vojakov
Komentarji o osnovnih načelih izgradnje in urjenja vojske ter o dejavnikih terenskega poveljevanja, ki bodo odločilni za zmago ali poraz. Na temo izgradnje vojske se Sun Bin osredotoča na zaposlovanje najboljših vojakov v smislu terenskega poveljevanja. Poudarja "pet dejavnikov, ki bodo vedno vodili do zmage": 
- zmagal bo poveljnik, ki si je pridobil vladarjevo zaupanje in samostojno poveljuje
- zmagal bo tisti, ki pozna umetnost vojskovanja
- zmagal bo tisti, ki bo dobil enotno podporo svojih vojakov
- zmagal bo tisti, katerega podrejeni bodo sodelovali med seboj
- zmagal bo tisti, ki bo dober v analizi in izkoriščanju terena

Obstaja tudi pet dejavnikov, ki bodo stalno vodili v poraz: 
- tisti, čigar poveljevanje omejuje suveren, bo poražen
- kdor ne pozna veščine vojskovanja, bo poražen
- tisti, ki nima podpore svojih vojakov, bo poražen
- tisti, čigar podrejeni ne bodo delovali usklajeno, bo poražen
- kdor ne zna uporabljati vohunov, bo poražen

### 7. poglavje:Osem formacij
V tem poglavju so razprave o metodah poveljnika in načelih bojne formacije. 
Sun Bin poudarja, da mora biti poveljnik dobro podkovan tako v meteorologiji kot v geografiji. Prav tako mora dobiti podporo svojih ljudi doma, hkrati pa razumeti dejansko stanje svojega sovražnika. V neposredni bitki mora dobro poznati osnove osmih formacij. Če je nekdo prepričan v zmago, se bo boril, če ni prepričan, se ne bi smel boriti. Sun Bin tudi poudarja, "da je mogoče vojsko pri postavljanju formacije razdeliti na tri divizije. V vsaki naj bodo najboljši vojaki postavljeni kot vodilna enota, vsaki enoti pa mora slediti vzdržna rezerva."
Poudarja razdelitev vojske v tri skupine in vključitev ene skupine v boj, drugi dve skupini  pa pustiti strogo v obrambi. 
Sun Bin pravi, da mora vojska zavzeti ugoden geografski položaj, da lahko napade sovražnika v položaju, ki je manj branljiv. Ko je teren raven, bi moralo biti več oboroženih vozov, ko je teren težaven, je treba poslati več konjenice in ko je ozek in blokiran več lokostrelcev. 

### 14. poglavje:Organizacija vojaških postojank
14. poglavje je podobno vojaškim pravilom in predpisom poznejših obdobij. Razdelimo ga lahko na tri dele: 
- Predpisi za vojaško organizacijo in poveljevanje, ki poudarjajo, da morajo vse vrste organizacij, enot in sistemov popolnoma in ustrezno ustrezati bojnim zahtevam.
- Predpisi za vojaške operacije v različnih razmerah sovražnika, različnih terenih in različnih podnebjih. Njegov poudarek je na prožnosti pri poveljevanju in zaposlovanju vojakov ter na potrebi po odločanju glede na situacijo.
- Posebna pravila o pohodu, taborjenju, patruljiranju, varovanju, vojnih pripravah in logistiki.

## Vir
- C.C. Low & Associates (1997). Two Military Sages: Sun Zi and Sun Bin. Singapore: Canfonian Pte Ltd.